# Martin Frič
Martin Frič (29 de marzo de 1902–26 de agosto de 1968) fue un director, guionista y actor cinematográfico de origen checo.
Nacido en Praga, en aquel momento parte de Austria-Hungría, dirigió más de 100 producciones entre 1929 y 1968, incluyendo largometrajes, cortos y documentales.
Falleció en Praga en 1968, ciudad que en la época formaba parte de Checoslovaquia.

## Filmografía
| - Father Vojtech (1929) - Varhaník u sv. Víta (1929) - Vše pro lásku (1930) - Chudá holka (1930) - On a jeho sestra (1931) - Dobrý voják Švejk (1931) - Der Zinker (1931) - To neznáte Hadimršku (1931) - Sestra Angelika (1932) - Wehe, wenn er losgelassen (1932) - Der Hexer (1932) - Anton Špelec, ostrostřelec (1932) - Život je pes (1933) - S vyloučením veřejnosti (1933) - Pobočník Jeho Výsosti (1933) - Kantor Ideál (1933) - Revizor (1933) - Dvanáct křesel (1933) - U snědeného krámu (1933) - Poslední muž (1934) - Mazlíček (1934) - Der Adjutant Seiner Hoheit (1934) - Der Doppelbräutigam (1934) - Hej-Rup! (1934) - Jedenácté přikázání (1935) - Jánošík (1935) - Held einer Nacht (1935) - Ať žije nebožtík (1935) - Hrdina jedné noci (1935) - Ulička v ráji (1936) - Švadlenka (1936) - Páter Vojtěch (1936) - Mravnost nade vše (1936) - Svět patří nám (1937) - Krok do tmy (1937) - Lidé na kře (1937) - Advokátka Věra (1937) - Tři vejce do skla (1937) - Hordubalové (1938) - Škola základ života (1938) - Muž z neznáma (1939) - Kristián (1939) - Jiný vzduch (1939) - Cesta do hlubin študákovy duše (1939) | - Eva tropí hlouposti (1939) - Katakomby (1940) - Muzikantská Liduška (1940) - Baron Prásil (1940) - Druhá směna (1940) - Těžký život dobrodruha (1941) - Tetička (1941) - Roztomilý člověk (1941) - Hotel Modrá hvězda (1941) - Valentin Dobrotivý (1942) - Barbora Hlavsová (1943) - Der zweite Schuß (1943) - Experiment (1943) - Počestné paní pardubické (1944) - Dir zuliebe (1944) - Prstýnek (1944) - Černí myslivci (1945) - 13. revír (1946) - Varúj...! (1946) - Čapkovy povídky (1947) - Návrat domů (1948) - Polibek ze stadionu (1948) - Pytlákova schovanka aneb Šlechetný milionář (1949) - Pětistovka (1949) - Zocelení (1950) - Bylo to v máji (1951) - Past (1951) - Císařův pekař - Pekařův císař (1952) - Tajemství krve (1953) - Psohlavci (1955) - Nechte to na mně (1955) - Zaostřit, prosím! (1956) - Povodeň (1958) - Dnes naposled (1958) - Princezna se zlatou hvězdou (1959) - Bílá spona (1960) - Dařbuján a Pandrhola (1960) - Král Králů (1963) - Hvězda zvaná Pelyněk (1964) - Lidé z maringotek (1966) - Přísně tajné premiéry (1967) - Nejlepší ženská mého života (1968) |